# Aeolosaurus rionegrinus
L'eolosauro (gen. Aeolosaurus) era un dinosauro sauropode del Cretacico superiore (Campaniano/Maastrichtiano, circa 75 milioni di anni fa), i cui resti fossili sono stati ritrovati in Argentina. 

## Descrizione
Questo dinosauro era lungo circa 15 metri e, come tutti i sauropodi, era dotato di collo e coda lunghi, un corpo voluminoso e arti colonnari. Aeolosaurus è noto per una varietà di resti postcranici, provenienti da varie zone della Patagonia e riferibili al medesimo periodo. Sono note almeno due specie, A. rionegrinus (la specie tipo) e A. colhuehuapensis, distinte grazie ad alcune caratteristiche delle vertebre. Potrebbero essere esistite altre specie, basate su altri resti fossili riferiti principalmente a vertebre caudali, rinvenuti in alcuni giacimenti del Brasile, che spaziano dal Turoniano al Maastrichtiano. 

## Classificazione
Aeolosaurus è ritenuto essere un rappresentante piuttosto evoluto di quel gruppo di sauropodi noti come titanosauri, caratteristici del Cretaceo dei continenti meridionali. Parentele sono state suggerite con la famiglia dei saltasauridi, in particolare con il piccolo titanosauro brasiliano Gondwanatitan.